# Monasterycha
Monasterycha (ukr. Монастириха) – wieś na Ukrainie w  obwodzie tarnopolskim, w rejonie czortkowskim.
Przynależność administracyjna przed 1939 r.: gmina Turówka, powiat skałecki, województwo tarnopolskie.
Do 2020 w rejonie husiatyńskim. 